# Ubuntu Studio
Ubuntu Studio est une distribution Linux libre optimisée pour la création artistique et décomposée en trois modules : audio, graphique et vidéo. Le module audio tire profit de la version à faible latence du noyau Linux. Les autres modules peuvent utiliser indifféremment les autres noyaux Linux aussi.
Ubuntu Studio est une adaptation d'Ubuntu et est aidée par Canonical Ltd au niveau des moyens techniques. Comme Xubuntu, Ubuntu Studio ne bénéficie pas du support technique payant : c'est juste un projet communautaire; ses paquets se trouvent dans la section « universe ».
La première version d'Ubuntu Studio date du 11 mai 2007. Cette version était basée sur Ubuntu 7.04.
La version 8.04 intégrait pour la première fois un noyau à faible latence (low latency kernel en anglais), mais ce type de noyau était absent de la version 8.10 et n'est pas disponible non plus dans la version 10.10.
En avril 2016, la version courante était la 16.04 LTS, la dernière version stable est actuellement la 22.04.1.

## Logiciels proposés
La distribution propose un certain nombre de logiciels libres, qui peuvent être choisis pendant l'installation en sélectionnant le type de tâche à laquelle on destine l'ordinateur.
Liste des programmes après une installation complète de la version 9.10 (en français), tels qu'ils sont classés dans le menu principal :

### Graphisme
- Agave
- Blender
- Darktable
- Éditeur d'image Gimp
- Éditeur d'images vectorielles SVG Inkscape
- FontForge
- Fontmatrix
- Gestionnaire de photos F-Spot
- Hugin
- Scribus
- Stopmotion
- Xsane Image scanning program

### Production audio
- Aconnectgui
- Aeolus
- Ardour GTK2
- Audacity
- BEAST[4]
- Bitmeter
- Calf Plugin Pack for JACK
- Creox c
- Echomixer
- Enregistreur de sons
- Envy24 control
- Freebirth
- Freqtweak
- Genpo
- GNU Denemo
- Gtick
- HDSPConf
- HDSPMixer
- Hexter
- Hydrogen
- JACK Control, Jackbeat, JackEQ, JACK Rack, JACK Timemachine
- JAMin
- Linux MultiMedia Studio
- Meterbridge
- Mixxx
- MusE
- MuseScore
- Patchage
- Pure Data
- QAMix
- QSynth
- Rmedigicontrol
- Seq24
- SooperLooper
- terminatorX
- Virtual MIDI Keyboard
- ZynAddSubFX Software Synthesizer

### Production vidéo
- Kino
- OpenShot
- Pitivi
- Stopmotion
- xjadeo
- Kdenlive

Blender dispose également d'une entrée de menu lui permettant de faire du montage vidéo avec effets 3D, bien que ce ne soit pas là sa fonction principale.